# 龚茂良
龔茂良（1121年—1178年），字實之，興化軍莆田（今屬福建）人，南宋官員。

## 生平
紹興八年（1138年）以“榜幼”（十八岁）成進士，與状元黃公度，榜眼陈俊卿，榜尊（年岁最长）邓林皆莆田人，时称“一榜四异”。初授南安县主簿，调泉州观察推官，黄公度、陈俊卿、龚茂良一同南下赴泉州为官，稱天邊三雁。召試館職，除秘書省正字。绍兴十二年（1142年）秋，约黄公度同游九日山。曾任監察御史、右正言。曾因上疏劾龍大淵、曾覿，出知建寧府。乾道二年，曾觌、龙大渊被贬官，朝廷起用茂良为广东提刑，乾道三年（1167），知廣州。改任江西转运判官兼知隆兴府，措置荒政有成效。
龚茂良主和议，“凡遇臣僚奏对，有及边备利害，必遭讥骂”。淳熙元年（1174），拜參知政事，淮南旱荒，奏取封桩米十四万赈灾。淳熙三年，叶衡罢相，龚茂良以首席参知政事领政，他推荐朱熹，但孝宗不予召用。四年，為謝廓然所構陷，誣其“前后異議”，贬寧遠軍節度副使，英州（今广东英德市）安置。淳熙五年，卒于贬所。

## 延伸阅读
[在维基数据编辑]
 《宋史/卷385》，出自脱脱《宋史》